# Niederweiler (Bitburg-Prüm)
Niederweiler (Bitburg-Prüm) é um município da Alemanha localizado no distrito (Kreis ou Landkreis) de Bitburg-Prüm, na associação municipal de Verbandsgemeinde Bitburg-Land, no estado da Renânia-Palatinado.